# مناطق قبیله‌ای فدرال
مناطق قبیله‌ای فدرال (به اردو: وفاقی قبائلی علاقہجات) یک منطقه نیمه خودمختار در کشور پاکستان بود. این منطقه از شرق با ایالت خیبر پختونخوا، از جنوب با بلوچستان پاکستان و از غرب و شمال با افغانستان همسایه است. این ولایت در مه ۲۰۱۸ در خبیر پختون خوا ادغام شد.
تقریباً تمامی اهالی این منطقه به قوم پشتو تعلق دارند و مسلمان هستند. بزرگ‌ترین شهر این منطقه پاراچنار نام دارد. جمعیت مناطق قبیله‌ای فدرال در سال ۲۰۰۰ میلادی حدود ۳ میلیون و ۳۴۱ هزار نفر برآورد شده یعنی حدود ۲٪ جمعیت پاکستان را در خود جای داده‌است. مساحت این منطقه نیز ۲۲٬۲۷۰ کیلومتر مربع است.
اداره این منطقه به‌طور مستقیم بر عهده حکومت فدرال پاکستان است و فرماندار ایالت خیبر پختونخوا مقام مسئول دولت فدرال در امور این منطقه است. رژیم حقوقی حاکم بر این منطقه بسیار منحصر به فرد است. ساکنان این منطقه نمایندگانی در پارلمان پاکستان دارند اما مصوبات پارلمان پاکستان در این منطقه اجرا نمی‌شوند مگر با رضایت رئیس‌جمهور پاکستان.
مناطق قبایلی از هفت ایجنسی به نام‌های خیبر، کرم، باجوژ، میمند، اورکزی، وزیرستان شمالی و وزیرستان جنوبی و ۶ منطقه سرحدی به نام‌های دره اسماعیل خان، بنو، کوباث، لکی مروت، پیشاور و ثانک تشکیل می‌شود.

## جمعیت
جمعیت این ناحیه در سال ۲۰۰۰ برابر با ۳٬۳۴۱٬۰۷۰ بوده‌است که ۲ درصد از جمعیت پاکستان را تشکیل می‌دهد. از جمعیت این ناحیه فقط ۳٫۱ درصد شهرنشین هستند و به این ترتیب روستایی‌ترین واحد در تقسیمات کشوری پاکستان است.